# Vendée-i griffonkopó
A vendée-i griffonkopó (Briquet Griffon Vendéen, Medium Vendée Griffon) egy francia kutyafajta.

## Történet
Kialakulása az 1600-as évekre tehető. A Vendée-i nagy griffonnal közös származású, de nem farkas - és vaddisznó, hanem nyúlvadászatra alakították ki. 

## Külleme
Közepes termetű, marmagassága 48-56 centiméter, tömege 24 kilogramm,  masszív kutya. A  Vendée-i nagy griffon kisebb termetű rokona.
Feje rövid, kissé szögletes. Szeme sötétbarna, füle lelóg. Törzse erőteljes, izmos, háta rövid, ágyéka feszes, fara kissé lejt. Mellkasa mély, hasa enyhén felhúzott. Végtagjai oszlopszerűek, párhuzamosak. Mancsa erőteljes, ujjai zártak. Farka nem túl hosszú, a hát vonalától kissé feljebb tartja. Szőrzete hosszú, durva szálú, tömött, bozontos, kétrétegű.  Rőt, fehér alapon sárgásbarna, szürkés foltos vagy trikolór változatban tenyésztik. 

## Jelleme
Eleven, energikus. Kitűnő szaglású, készségesen apportírozó, szívós, igénytelen kutya.
Falkában és magányosan is vadászik.  

## Külső források
http://www.kutya-tar.hu/fajtak/vendeei-griffonkopo